# Teddy Ehrenreich
Rudolf „Teddy“ Ehrenreich (* 10. März 1936 in Wien; † 2. März 2014) war ein österreichischer Jazzmusiker (Klarinette, Saxophon, Komposition, Arrangements), der vor allem als langjähriger Big-Band-Leader bekannt war.

## Leben und Wirken
Ehrenreich erhielt ab 1951 am Wiener Institut für Jazzmusik Klavier- und dann Klarinettenunterricht. Er studierte ab 1962 an der Wiener Musikakademie. 1952 gründete er seine erste Band, die ab 1956 im Dixieland-Stil regelmäßig in einer Wiener Bar auftrat. Mit dieser Band holte ihn Fatty George ab 1957 nach Deutschland, bis Ehrenreich 1962 nach Wien zurückkehrte. Dort kam es zur Gründung seiner ersten eigenen Big Band, die als Ted Evans und sein Orchester fungierte. Zwischen 1968 und 1972 wirkte er als Saxophonist im Orchester von Karel Krautgartner; dann war er als Programmgestalter für Ö3 tätig. 1975 gründete er die Teddy Ehrenreich Big Band, die auch für den ORF tätig war und vor allem im Wiener Jazzland Musiker wie die Trompeter Joe Newman, Harry Sweets Edison, Conte und Pete Candoli, den Posaunisten George Masso, die Saxophonisten Eddie Lockjaw Davis, Don Menza und Hal Singer und die Drummer Harold Jones und Jake Hanna begleitete. In der Band waren Musiker wie Heinz Czadek, Martin Fuss, Helmut Strobl, Fritz Beyer, Andy Haderer, Bumi Fian, Christian Radovan, Roland Batik, Klaus Dickbauer, Joris Dudli, Mario Gonzi, Herwig Gradischnig, Rudi Wilfer, Rudolf Hansen, Viktor Plasil, Franz Koglmann, Robert Politzer, Hannes Kottek, Frank Mantooth, Wayne Darling, Leszek Zadlo oder Anton Mühlhofer tätig. In den letzten Jahren wirkte sein Sohn Alexander Ehrenreich (Saxophon) als Co-Leader der Band.
Ehrenreich war bis zu einem im Jahre 2001 erlittenen Schlaganfall einer der führenden Jazzklarinettisten Österreichs; durch beharrliches, diszipliniertes Üben erlangte er jedoch einen Großteil seiner technischen Brillanz wieder. Er starb im März 2014 wenige Tage vor seinem 78. Geburtstag und wurde auf dem Wiener Zentralfriedhof in einem ehrenhalber gewidmeten Grab (Gruppe 40, Nummer 194) bestattet.

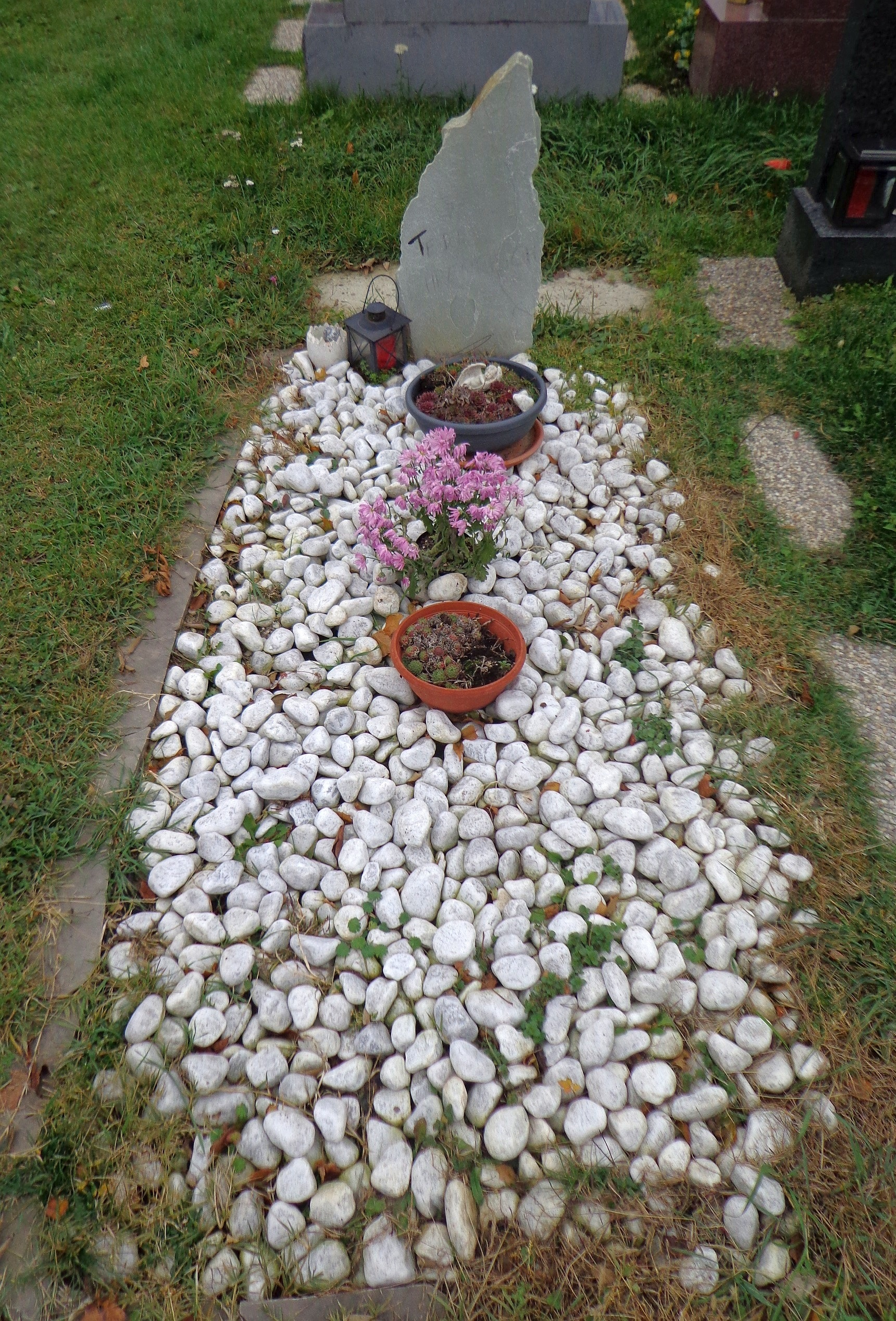
Grabstätte von Teddy Ehrenreich

Ehrenreich komponierte Stücke wie Blues for Tina, Dixielips oder Alexander’s Playmobil.

## Preise und Auszeichnungen
Beim Österreichischen Amateur-Jazzfestival in Wien wurden Ehrenreich und seine Big Band 1964 und 1965 ausgezeichnet. Am 5. Mai 2004 erhielt er die Ehrenmedaille der Bundeshauptstadt Wien; am 17. Jänner 2012 wurde ihm das Goldene Verdienstzeichen des Landes Wien verliehen.

## Diskographie
- Teddy Ehrenreich Big Band – Teddy plays Woody (1985)
- Vienna City Ramblers, Teddy Ehrenreich, Ines Reiger – Swingtime Live (1997)